# کارلوس مارین
کارلوس مارین (اسپانیایی: Carlos Marín‎؛ زادهٔ ۱۳ اکتبر ۱۹۶۸ – درگذشتهٔ ۱۹ دسامبر ۲۰۲۱) موسیقی‌دان اهل اسپانیا بود. وی از سال ۱۹۷۶ میلادی تا هنگام مرگ مشغول فعالیت بود و بیش از ۲۸ میلیون نسخه از آثارش به فروش رفت.